# Hóquei sobre a grama nos Jogos Olímpicos de Verão de 2016 - Masculino
O torneio masculino de hóquei sobre a grama nos Jogos Olímpicos de Verão de 2016, no Rio de Janeiro, realizou-se entre 6 e 18 de agosto no Centro Olímpico de Hóquei. A Argentina sagrou-se campeã.

## Calendário
|           | Sábado 6 ago | Domingo 7 ago | Segunda 8 ago | Terça 9 ago | Quarta 10 ago | Quinta 11 ago | Sexta 12 ago | Sábado 13 ago | Domingo 14 ago | Segunda 15 ago | Terça 16 ago | Quarta 17 ago | Quinta 18 ago |
| --------- | ------------ | ------------- | ------------- | ----------- | ------------- | ------------- | ------------ | ------------- | -------------- | -------------- | ------------ | ------------- | ------------- |
| Masculino | Grupos       | Grupos        | Grupos        | Grupos      | Grupos        | Grupos        | Grupos       |               | Quartas        |                | Semi         |               | Final         |

## Medalhistas
A Argentina derrotou a Bélgica na final para ser pela primeira vez campeã olímpica da modalidade, enquanto a Alemanha superou a Holanda na atribuição da medalha de bronze.
|  | ARG Argentina |  | BEL Bélgica |  | GER Alemanha |
|  | Juan Manuel Vivaldi Gonzalo Peillat Juan Ignacio Gilardi Pedro Ibarra Facundo Callioni Lucas Rey Matías Paredes Joaquín Menini Lucas Vila Luca Masso Ignacio Ortiz Juan Martín López Juan Manuel Saladino Isidoro Ibarra Matías Rey Manuel Brunet Agustín Mazzilli Lucas Rossi |  | Arthur Van Doren John-John Dohmen Florent van Aubel Sebastien Dockier Cédric Charlier Gauthier Boccard Emmanuel Stockbroekx Thomas Briels Felix Denayer Vincent Vanasch Simon Gougnard Loïck Luypaert Tom Boon Jérôme Truyens Elliot Van Strydonck Tanguy Cosyns 0 |  | Nicolas Jacobi Mathias Müller Linus Butt Martin Häner Moritz Trompertz Mats Grambusch Christopher Wesley Timm Herzbruch Tobias Hauke Tom Grambusch Christopher Rühr Martin Zwicker Moritz Fürste Florian Fuchs Timur Oruz Niklas Wellen 0 |

## Fase de grupos
A competição começou com uma fase de grupos de seis equipas em que cada uma das seleções defrontou as outras cinco por uma vez. Os quatro primeiros avançaram para a fase final.
Todos as partidas seguem o horário de Brasília (UTC-3).

### Grupo A
|  | Equipes classificadas para a fase seguinte |

| Pos | Equipe        | P  | J | V | E | D | GP | GC | SG  |
| --- | ------------- | -- | - | - | - | - | -- | -- | --- |
| 1   | Bélgica       | 12 | 5 | 4 | 0 | 1 | 21 | 5  | +16 |
| 2   | Espanha       | 10 | 5 | 3 | 1 | 1 | 13 | 6  | +7  |
| 3   | Austrália     | 9  | 5 | 3 | 0 | 2 | 13 | 4  | +9  |
| 4   | Nova Zelândia | 7  | 5 | 2 | 1 | 2 | 17 | 8  | +9  |
| 5   | Grã-Bretanha  | 5  | 5 | 1 | 2 | 2 | 14 | 10 | +4  |
| 6   | Brasil        | 0  | 5 | 0 | 0 | 5 | 1  | 46 | –45 |

Ordenamento da classificação:  1) Pontos; 2) Diferença de golos; 3) Golos marcados; 4) Confronto direto.
| 6 de agosto 12:30                               |              |              |                                                                                        |
| Bélgica                                         | 4 – 1        | Grã-Bretanha | Centro Olímpico de Hóquei, Rio de Janeiro Árbitros: RSA John Weight NED Coen van Bunge |
| Truyens 5' Cosyns 32' Gougnard 35' Charlier 56' | FIH Rio2016  | Catlin 27'   | Centro Olímpico de Hóquei, Rio de Janeiro Árbitros: RSA John Weight NED Coen van Bunge |
| Cosyns 10' Gougnard 18' Boccard 56'             | ≪ Punições ≫ |              | Centro Olímpico de Hóquei, Rio de Janeiro Árbitros: RSA John Weight NED Coen van Bunge |

| 6 de agosto 13:30                   |              |               |                                                                                                   |
| Austrália                           | 2 – 1        | Nova Zelândia | Centro Olímpico de Hóquei, Rio de Janeiro Árbitros: GER Christian Blasch ARG Germán Montes de Oca |
| Ciriello 8' Gohdes 23'              | FIH Rio2016  | Coughlan 31'  | Centro Olímpico de Hóquei, Rio de Janeiro Árbitros: GER Christian Blasch ARG Germán Montes de Oca |
| Whetton 43' Gohdes 51' Kavanagh 54' | ≪ Punições ≫ | Neal 28'      | Centro Olímpico de Hóquei, Rio de Janeiro Árbitros: GER Christian Blasch ARG Germán Montes de Oca |

| 6 de agosto 19:30                                              |              |           |                                                                                        |
| Espanha                                                        | 7 – 0        | Brasil    | Centro Olímpico de Hóquei, Rio de Janeiro Árbitros: POL Marcin Grochal CHN Chen Dekang |
| Lleonart 16', 42' Oliva 35' Romeu 35', 52' Ruiz 45' Alegre 55' | FIH Rio2016  |           | Centro Olímpico de Hóquei, Rio de Janeiro Árbitros: POL Marcin Grochal CHN Chen Dekang |
| Alegre 20' Delas 24'                                           | ≪ Punições ≫ | Lopez 25' | Centro Olímpico de Hóquei, Rio de Janeiro Árbitros: POL Marcin Grochal CHN Chen Dekang |

| 7 de agosto 17:00       |              |                            |                                                                                          |
| Grã-Bretanha            | 2 – 2        | Nova Zelândia              | Centro Olímpico de Hóquei, Rio de Janeiro Árbitros: POL Marcin Grochal SGP Lim Hong Zhen |
| Condon 2' Middleton 25' | FIH Rio2016  | Russell 14' Phillips 19'   | Centro Olímpico de Hóquei, Rio de Janeiro Árbitros: POL Marcin Grochal SGP Lim Hong Zhen |
| Lewers 6' Martin 51'    | ≪ Punições ≫ | Archibald 12' Coughlan 25' | Centro Olímpico de Hóquei, Rio de Janeiro Árbitros: POL Marcin Grochal SGP Lim Hong Zhen |

| 7 de agosto 19:30 |              | |                                                                                               |
| Brasil            | 0 – 12       | Bélgica | Centro Olímpico de Hóquei, Rio de Janeiro Árbitros: ARG Germán Montes de Oca IND Javed Shaikh |
|                   | FIH Rio2016  | Van Aubel 12' van Doren 14', 54' Cosyns 18', 53' Denayer 25' Truyens 28' Boccard 33' Briels 34' Dockier 41' Charlier 48' Dohmen 51' | Centro Olímpico de Hóquei, Rio de Janeiro Árbitros: ARG Germán Montes de Oca IND Javed Shaikh |
| Patrocínio 15'    | ≪ Punições ≫ | | Centro Olímpico de Hóquei, Rio de Janeiro Árbitros: ARG Germán Montes de Oca IND Javed Shaikh |

| 7 de agosto 20:30   |              |                                                 |                                                                                             |
| Austrália           | 0 – 1        | Espanha                                         | Centro Olímpico de Hóquei, Rio de Janeiro Árbitros: GER Christian Blasch NED Coen van Bunge |
|                     | FIH Rio2016  | Casasayas 6'                                    | Centro Olímpico de Hóquei, Rio de Janeiro Árbitros: GER Christian Blasch NED Coen van Bunge |
| Gohdes 8' Beale 52' | ≪ Punições ≫ | Alegre 26' Iglesias 38' Pérez-Pla 52' Piera 52' | Centro Olímpico de Hóquei, Rio de Janeiro Árbitros: GER Christian Blasch NED Coen van Bunge |

| 9 de agosto 10:00                     |              |                                     |                                                                                                   |
| Nova Zelândia                         | 2 – 3        | Espanha                             | Centro Olímpico de Hóquei, Rio de Janeiro Árbitros: GER Christian Blasch ARG Germán Montes de Oca |
| Child 3', 30'                         | FIH Rio2016  | Oliva 1' Casasayas 10' Lleonart 60' | Centro Olímpico de Hóquei, Rio de Janeiro Árbitros: GER Christian Blasch ARG Germán Montes de Oca |
| Phillips 39' Shaw 40' Hilton 45', 60' | ≪ Punições ≫ | Ruiz 8' Terraza 14' Enrique 59'     | Centro Olímpico de Hóquei, Rio de Janeiro Árbitros: GER Christian Blasch ARG Germán Montes de Oca |

| 9 de agosto 18:00     |              |                                                                                     |                                                                                        |
| Brasil                | 1 – 9        | Grã-Bretanha                                                                        | Centro Olímpico de Hóquei, Rio de Janeiro Árbitros: CHN Chen Dekang NED Coen van Bunge |
| Smith 4'              | FIH Rio2016  | Dixon 9' Middleton 12', 54' Jackson 27', 57' Martin 37' Ward 47', 59' Gleghorne 56' | Centro Olímpico de Hóquei, Rio de Janeiro Árbitros: CHN Chen Dekang NED Coen van Bunge |
| Imer 34' Mendonça 54' | ≪ Punições ≫ | Middleton 32' Catlin 33'                                                            | Centro Olímpico de Hóquei, Rio de Janeiro Árbitros: CHN Chen Dekang NED Coen van Bunge |

| 9 de agosto 20:30        |              |            |                                                                                        |
| Bélgica                  | 1 – 0        | Austrália  | Centro Olímpico de Hóquei, Rio de Janeiro Árbitros: RSA John Wright POL Marcin Grochal |
| Cosyns 16'               | FIH Rio2016  |            | Centro Olímpico de Hóquei, Rio de Janeiro Árbitros: RSA John Wright POL Marcin Grochal |
| Gougnard 45' Denayer 53' | ≪ Punições ≫ | Turner 53' | Centro Olímpico de Hóquei, Rio de Janeiro Árbitros: RSA John Wright POL Marcin Grochal |

| 10 de agosto 19:30                                                             |              |                      |                                                                                         |
| Nova Zelândia                                                                  | 9 – 0        | Brasil               | Centro Olímpico de Hóquei, Rio de Janeiro Árbitros: IND Javed Shaikh NED Coen van Bunge |
| Wilson 15', 19', 34', 41' Neal 21' Child 26' Russell 30' Jenness 45' Woods 58' | FIH Rio2016  |                      | Centro Olímpico de Hóquei, Rio de Janeiro Árbitros: IND Javed Shaikh NED Coen van Bunge |
| Child 40', 47'                                                                 | ≪ Punições ≫ | Batista 14' Paes 58' | Centro Olímpico de Hóquei, Rio de Janeiro Árbitros: IND Javed Shaikh NED Coen van Bunge |

| 10 de agosto 20:30                             |              |                          |                                                                                        |
| Grã-Bretanha                                   | 1 – 2        | Austrália                | Centro Olímpico de Hóquei, Rio de Janeiro Árbitros: POL Marcin Grochal RSA John Wright |
| Jackson 58'                                    | FIH Rio2016  | Zalewski 50' Whetton 55' | Centro Olímpico de Hóquei, Rio de Janeiro Árbitros: POL Marcin Grochal RSA John Wright |
| Gleghorne 11' Catlin 29' Jackson 46' Hoare 53' | ≪ Punições ≫ |                          | Centro Olímpico de Hóquei, Rio de Janeiro Árbitros: POL Marcin Grochal RSA John Wright |

| 11 de agosto 13:30                                          |              |                                  |                                                                                                   |
| Espanha                                                     | 1 – 3        | Bélgica                          | Centro Olímpico de Hóquei, Rio de Janeiro Árbitros: GER Christian Blasch ARG Germán Montes de Oca |
| Quemada 41'                                                 | FIH Rio2016  | Charlier 6', 21' Stockbroekx 16' | Centro Olímpico de Hóquei, Rio de Janeiro Árbitros: GER Christian Blasch ARG Germán Montes de Oca |
| Ruiz 21' Pérez-Pla 30' Lleonart 30' Terraza 44' Quemada 50' | ≪ Punições ≫ | Denayer 52' Dohmen 59'           | Centro Olímpico de Hóquei, Rio de Janeiro Árbitros: GER Christian Blasch ARG Germán Montes de Oca |

| 13 de agosto 17:00 |              |                                                            |                                                                                             |
| Grã-Bretanha       | 1 – 1        | Espanha                                                    | Centro Olímpico de Hóquei, Rio de Janeiro Árbitros: GER Christian Blasch NED Coen van Bunge |
| Ward 13'           | FIH Rio2016  | Alegre 14'                                                 | Centro Olímpico de Hóquei, Rio de Janeiro Árbitros: GER Christian Blasch NED Coen van Bunge |
| Catlin 13'         | ≪ Punições ≫ | Enrique 14' Quemada 23' Lleonart 27' Piera 30' Terraza 54' | Centro Olímpico de Hóquei, Rio de Janeiro Árbitros: GER Christian Blasch NED Coen van Bunge |

| 13 de agosto 18:00 |              |                                 |                                                                                              |
| Bélgica            | 1 – 3        | Nova Zelândia                   | Centro Olímpico de Hóquei, Rio de Janeiro Árbitros: ARG Germán Montes de Oca RSA John Wright |
| Van Aubel 58'      | FIH Rio2016  | Child 31' Wilson 37' Inglis 52' | Centro Olímpico de Hóquei, Rio de Janeiro Árbitros: ARG Germán Montes de Oca RSA John Wright |
| Gougnard 51'       | ≪ Punições ≫ | Wilson 27'                      | Centro Olímpico de Hóquei, Rio de Janeiro Árbitros: ARG Germán Montes de Oca RSA John Wright |

| 12 de agosto 20:30                                                      |              |           |                                                                                        |
| Austrália                                                               | 9 – 0        | Brasil    | Centro Olímpico de Hóquei, Rio de Janeiro Árbitros: IND Javed Shaikh SGP Hong Zhen Lim |
| Dwyer 7', 9' Gohdes 11' Turner 20', 24', 27' Dawson 35' Govers 45', 59' | FIH Rio2016  |           | Centro Olímpico de Hóquei, Rio de Janeiro Árbitros: IND Javed Shaikh SGP Hong Zhen Lim |
| Ciriello 40'                                                            | ≪ Punições ≫ | Lopez 41' | Centro Olímpico de Hóquei, Rio de Janeiro Árbitros: IND Javed Shaikh SGP Hong Zhen Lim |

### Grupo B
|  | Equipes classificadas para a fase seguinte |

| Pos | Equipe        | P  | J | V | E | D | GP | GC | SG  |
| --- | ------------- | -- | - | - | - | - | -- | -- | --- |
| 1   | Alemanha      | 13 | 5 | 4 | 1 | 0 | 17 | 10 | +7  |
| 2   | Países Baixos | 10 | 5 | 3 | 1 | 1 | 18 | 6  | +12 |
| 3   | Argentina     | 8  | 5 | 2 | 2 | 1 | 14 | 12 | +2  |
| 4   | Índia         | 7  | 5 | 2 | 1 | 2 | 9  | 9  | 0   |
| 5   | Irlanda       | 3  | 5 | 1 | 0 | 4 | 10 | 16 | –6  |
| 6   | Canadá        | 1  | 5 | 0 | 1 | 4 | 7  | 22 | –15 |

Ordenamento da classificação:  1) Pontos; 2) Diferença de golos; 3) Golos marcados; 4) Confronto direto.
| 6 de agosto 10:00                          |              |                                                 |                                                                                       |
| Argentina                                  | 3 – 3        | Países Baixos                                   | Centro Olímpico de Hóquei, Rio de Janeiro Árbitros: GBR Martin Madden AUS Adam Kearns |
| Vila 29', 49' Paredes 54'                  | FIH Rio2016  | Hertzberger 19' Van der Weerden 36' Van Ass 43' | Centro Olímpico de Hóquei, Rio de Janeiro Árbitros: GBR Martin Madden AUS Adam Kearns |
| Callioni 16' Brunet 24' P. Ibarra 55', 57' | ≪ Punições ≫ | Turkstra 21' Croon 27' Schuurman 59'            | Centro Olímpico de Hóquei, Rio de Janeiro Árbitros: GBR Martin Madden AUS Adam Kearns |

| 6 de agosto 11:00                 |              |                        |                                                                                       |
| Índia                             | 3 – 2        | Irlanda                | Centro Olímpico de Hóquei, Rio de Janeiro Árbitros: AUS Murray Grime ESP Paco Vázquez |
| Raghunath 15+' Ru. Singh 27', 49' | FIH Rio2016  | Shimmins 45' Harte 56' | Centro Olímpico de Hóquei, Rio de Janeiro Árbitros: AUS Murray Grime ESP Paco Vázquez |
| Uthappa 43' Ra. Singh 59'         | ≪ Punições ≫ |                        | Centro Olímpico de Hóquei, Rio de Janeiro Árbitros: AUS Murray Grime ESP Paco Vázquez |

| 6 de agosto 18:00       |              |                                                   |                                                                                           |
| Canadá                  | 2 – 6        | Alemanha                                          | Centro Olímpico de Hóquei, Rio de Janeiro Árbitros: ESP Marcelo Servetto NZL Simon Taylor |
| Pearson 11' Pereira 39' | FIH Rio2016  | Fürste 3', 33' Wellen 6', 46' Müller 14' Butt 26' | Centro Olímpico de Hóquei, Rio de Janeiro Árbitros: ESP Marcelo Servetto NZL Simon Taylor |
| Gill 25' Sarmento 30'   | ≪ Punições ≫ | Häner 52'                                         | Centro Olímpico de Hóquei, Rio de Janeiro Árbitros: ESP Marcelo Servetto NZL Simon Taylor |

| 7 de agosto 18:00                                            |              |                |                                                                                       |
| Países Baixos                                                | 5 – 0        | Irlanda        | Centro Olímpico de Hóquei, Rio de Janeiro Árbitros: GBR Nathan Stagno AUS Tim Pullman |
| Van der Weerden 7', 40' Croon 8' Pruyser 42' Hertzberger 60' | FIH Rio2016  |                | Centro Olímpico de Hóquei, Rio de Janeiro Árbitros: GBR Nathan Stagno AUS Tim Pullman |
| Kemperman 60'                                                | ≪ Punições ≫ | O'Donoghue 60' | Centro Olímpico de Hóquei, Rio de Janeiro Árbitros: GBR Nathan Stagno AUS Tim Pullman |

| 8 de agosto 11:00   |              |               |                                                                                        |
| Alemanha            | 2 – 1        | Índia         | Centro Olímpico de Hóquei, Rio de Janeiro Árbitros: AUS Tim Pullmann GBR Martin Madden |
| Wellen 18' Rühr 60' | FIH Rio2016  | Ru. Singh 23' | Centro Olímpico de Hóquei, Rio de Janeiro Árbitros: AUS Tim Pullmann GBR Martin Madden |
| Rühr 13' Häner 52'  | ≪ Punições ≫ | Uthappa 19'   | Centro Olímpico de Hóquei, Rio de Janeiro Árbitros: AUS Tim Pullmann GBR Martin Madden |

| 8 de agosto 12:30                   |              |                              |                                                                                      |
| Canadá                              | 1 – 3        | Argentina                    | Centro Olímpico de Hóquei, Rio de Janeiro Árbitros: AUS Adam Kearns NZL Simon Taylor |
| Tupper 55'                          | FIH Rio2016  | Paredes 13' Peillat 46', 51' | Centro Olímpico de Hóquei, Rio de Janeiro Árbitros: AUS Adam Kearns NZL Simon Taylor |
| Pearson 17' Smythe 22' Johnston 26' | ≪ Punições ≫ | Vila 19'                     | Centro Olímpico de Hóquei, Rio de Janeiro Árbitros: AUS Adam Kearns NZL Simon Taylor |

| 9 de agosto 11:00 |              |                                                     |                                                                                       |
| Argentina         | 1 – 2        | Índia                                               | Centro Olímpico de Hóquei, Rio de Janeiro Árbitros: ESP Paco Vázquez NZL Simon Taylor |
| Peillat 49'       | FIH Rio2016  | C. Singh 8' K. Singh 35'                            | Centro Olímpico de Hóquei, Rio de Janeiro Árbitros: ESP Paco Vázquez NZL Simon Taylor |
|                   | ≪ Punições ≫ | S. Singh 9' Raghunath 15' M. Singh 28' A. Singh 37' | Centro Olímpico de Hóquei, Rio de Janeiro Árbitros: ESP Paco Vázquez NZL Simon Taylor |

| 9 de agosto 12:30           |              |                       |                                                                                            |
| Alemanha                    | 3 – 2        | Irlanda               | Centro Olímpico de Hóquei, Rio de Janeiro Árbitros: ESP Marcelo Servetto SGP Lim Hong Zhen |
| Fürste 13', 38' Zwicker 42' | FIH Rio2016  | Magee 26' Darling 59' | Centro Olímpico de Hóquei, Rio de Janeiro Árbitros: ESP Marcelo Servetto SGP Lim Hong Zhen |
| Herzbruch 12' Zwicker 48'   | ≪ Punições ≫ | Sothern 48'           | Centro Olímpico de Hóquei, Rio de Janeiro Árbitros: ESP Marcelo Servetto SGP Lim Hong Zhen |

| 9 de agosto 13:30                                                           |              |        |                                                                                        |
| Países Baixos                                                               | 7 – 0        | Canadá | Centro Olímpico de Hóquei, Rio de Janeiro Árbitros: AUS Murray Grime GBR Nathan Stagno |
| Van Ass 9' Van der Weerden 25', 52', 60' Hertzberger 29', 41' Kemperman 58' | FIH Rio2016  |        | Centro Olímpico de Hóquei, Rio de Janeiro Árbitros: AUS Murray Grime GBR Nathan Stagno |
| Bakker 23' Pruyser 36'                                                      | ≪ Punições ≫ |        | Centro Olímpico de Hóquei, Rio de Janeiro Árbitros: AUS Murray Grime GBR Nathan Stagno |

| 11 de agosto 10:00             |              |                              |                                                                                        |
| Países Baixos                  | 2 – 1        | Índia                        | Centro Olímpico de Hóquei, Rio de Janeiro Árbitros: AUS Murray Grime GBR Martin Madden |
| Hofman 32' Van der Weerden 54' | FIH Rio2016  | Raghunath 30'                | Centro Olímpico de Hóquei, Rio de Janeiro Árbitros: AUS Murray Grime GBR Martin Madden |
|                                | ≪ Punições ≫ | Raghunath 12', 42' Sunil 42' | Centro Olímpico de Hóquei, Rio de Janeiro Árbitros: AUS Murray Grime GBR Martin Madden |

| 11 de agosto 11:00                        |              |                                    |                                                                                            |
| Irlanda                                   | 4 – 2        | Canadá                             | Centro Olímpico de Hóquei, Rio de Janeiro Árbitros: ESP Marcelo Servetto GBR Nathan Stagno |
| O'Donoghue 1', 28' Caruth 29' Darling 57' | FIH Rio2016  | Tupper 37', 50'                    | Centro Olímpico de Hóquei, Rio de Janeiro Árbitros: ESP Marcelo Servetto GBR Nathan Stagno |
| Bell 10' Jermyn 38'                       | ≪ Punições ≫ | Johnston 12' Curran 15' Tupper 27' | Centro Olímpico de Hóquei, Rio de Janeiro Árbitros: ESP Marcelo Servetto GBR Nathan Stagno |

| 11 de agosto 12:30                                        |              |                                                   |                                                                                      |
| Argentina                                                 | 4 – 4        | Alemanha                                          | Centro Olímpico de Hóquei, Rio de Janeiro Árbitros: AUS Adam Kearns ESP Paco Vázquez |
| Vila 4' P. Ibarra 29' Peillat 48' M. Rey 57'              | FIH Rio2016  | Herzbruch 15' Wesley 24' Grambusch 28' Müller 60' | Centro Olímpico de Hóquei, Rio de Janeiro Árbitros: AUS Adam Kearns ESP Paco Vázquez |
| Vila 14' Peillat 27', 41' Brunet 31' Menini 40' López 60' | ≪ Punições ≫ | Häner 6' Wesley 29' Oruz 37'                      | Centro Olímpico de Hóquei, Rio de Janeiro Árbitros: AUS Adam Kearns ESP Paco Vázquez |

| 12 de agosto 12:30         |              |                                |                                                                                       |
| Índia                      | 2 – 2        | Canadá                         | Centro Olímpico de Hóquei, Rio de Janeiro Árbitros: GBR Nathan Stagno AUS Adam Kearns |
| A. Singh 33' Ra. Singh 41' | FIH Rio2016  | Tupper 33', 52'                | Centro Olímpico de Hóquei, Rio de Janeiro Árbitros: GBR Nathan Stagno AUS Adam Kearns |
| S. Singh 45' Thimmaiah 52' | ≪ Punições ≫ | Froese 14' Gill 28' Tupper 45' | Centro Olímpico de Hóquei, Rio de Janeiro Árbitros: GBR Nathan Stagno AUS Adam Kearns |

| 12 de agosto 13:30                         |              |                               |                                                                                           |
| Alemanha                                   | 2 – 1        | Países Baixos                 | Centro Olímpico de Hóquei, Rio de Janeiro Árbitros: AUS Murray Grime ESP Marcelo Servetto |
| Fuchs 7' Grambusch 33'                     | FIH Rio2016  | Van Ass 44'                   | Centro Olímpico de Hóquei, Rio de Janeiro Árbitros: AUS Murray Grime ESP Marcelo Servetto |
| Fürste 36' Zwicker 40' Wellen 44' Rühr 58' | ≪ Punições ≫ | Pruyser 30' Van der Horst 60' | Centro Olímpico de Hóquei, Rio de Janeiro Árbitros: AUS Murray Grime ESP Marcelo Servetto |

| 12 de agosto 19:30                           |              |                                             |                                                                                       |
| Irlanda                                      | 2 – 3        | Argentina                                   | Centro Olímpico de Hóquei, Rio de Janeiro Árbitros: NZL Simon Taylor ESP Paco Vázquez |
| Jermyn 25' O'Donoghue 51'                    | FIH Rio2016  | Saladino 7' Peillat 27', 51'                | Centro Olímpico de Hóquei, Rio de Janeiro Árbitros: NZL Simon Taylor ESP Paco Vázquez |
| Magee 27' Gleghorne 33' Jackson 37' Bell 54' | ≪ Punições ≫ | Vila 8' Mazzilli 20' Callioni 33' Ortiz 56' | Centro Olímpico de Hóquei, Rio de Janeiro Árbitros: NZL Simon Taylor ESP Paco Vázquez |

## Fase final
Depois da fase de grupos seguiu-se a fase final a eliminar, com cada seleção a defrontar um adversário a um só jogo em que quem perdeu foi eliminado.
|  | Quartas de final | Quartas de final |              |                | Semifinal           | Semifinal           |  |  | Disputa pelo ouro | Disputa pelo ouro |
|  |                  |                  |              |                |                     |                     |  |  |                   |                   |
|  | 14 de agosto     |                  |              |                |                     |                     |  |  |                   |                   |
|  |                  |                  |              |                |                     |                     |  |  |                   |                   |
|  | Bélgica          | 3                |              |                |                     |                     |  |  |                   |                   |
|  | Bélgica          | 3                | 16 de agosto |                |                     |                     |  |  |                   |                   |
|  | Índia            | 1                |              |                |                     |                     |  |  |                   |                   |
|  | Índia            | 1                | Bélgica      | 3              |                     |                     |  |  |                   |                   |
|  | 14 de agosto     |                  | Bélgica      | 3              |                     |                     |  |  |                   |                   |
|  |                  | Países Baixos    | 1            |                |                     |                     |  |  |                   |                   |
|  | Países Baixos    | Países Baixos    | 1            | 4              |                     |                     |  |  |                   |                   |
|  | Países Baixos    |                  | 18 de agosto | 4              |                     |                     |  |  |                   |                   |
|  | Austrália        | 0                |              |                |                     |                     |  |  |                   |                   |
|  | Austrália        | 0                | Bélgica      | 2              |                     |                     |  |  |                   |                   |
|  | 14 de agosto     |                  | Bélgica      | 2              |                     |                     |  |  |                   |                   |
|  |                  | Argentina        | 4            |                |                     |                     |  |  |                   |                   |
|  | Espanha          | Argentina        | 4            | 1              |                     |                     |  |  |                   |                   |
|  | Espanha          | 16 de agosto     |              | 1              |                     |                     |  |  |                   |                   |
|  | Argentina        | 2                |              |                |                     |                     |  |  |                   |                   |
|  | Argentina        | 2                | Argentina    | 5              | Disputa pelo bronze | Disputa pelo bronze |  |  |                   |                   |
|  | 14 de agosto     |                  | Argentina    | 5              | Disputa pelo bronze | Disputa pelo bronze |  |  |                   |                   |
|  |                  | Alemanha         | 2            |                |                     |                     |  |  |                   |                   |
|  | Alemanha         | Alemanha         | 2            | 3              | Países Baixos       | 1 (3)               |  |  |                   |                   |
|  | Alemanha         |                  |              | 3              | Países Baixos       | 1 (3)               |  |  |                   |                   |
|  | Nova Zelândia    | 2                |              | Alemanha (pen) | 1 (4)               |                     |  |  |                   |                   |
|  | Nova Zelândia    | 2                |              |                | 1 (4)               |                     |  |  |                   |                   |
|  |                  |                  |              |                |                     |                     |  |  | 18 de agosto      |                   |
|  |                  |                  |              |                |                     |                     |  |  |                   |                   |

### Quartas de final
| 14 de agosto 10:30      |              |                          |                                                                                       |
| Espanha                 | 1 – 2        | Argentina                | Centro Olímpico de Hóquei, Rio de Janeiro Árbitros: GBR Martin Madden AUS Adam Kearns |
| Quemada 57'             | FIH Rio2016  | Peillat 15+' Gilardi 59' | Centro Olímpico de Hóquei, Rio de Janeiro Árbitros: GBR Martin Madden AUS Adam Kearns |
| Lleonart 26' Alegre 40' | ≪ Punições ≫ |                          | Centro Olímpico de Hóquei, Rio de Janeiro Árbitros: GBR Martin Madden AUS Adam Kearns |

| 14 de agosto 12:30       |              |               |                                                                                        |
| Bélgica                  | 3 – 1        | Índia         | Centro Olímpico de Hóquei, Rio de Janeiro Árbitros: NZL Simon Taylor GBR Nathan Stagno |
| Dockier 34' 45' Boon 50' | FIH Rio2016  | A. Singh 15'  | Centro Olímpico de Hóquei, Rio de Janeiro Árbitros: NZL Simon Taylor GBR Nathan Stagno |
| Boon 5'                  | ≪ Punições ≫ | Raghunath 42' | Centro Olímpico de Hóquei, Rio de Janeiro Árbitros: NZL Simon Taylor GBR Nathan Stagno |

| 14 de agosto 18:00                                   |              |           |                                                                                           |
| Países Baixos                                        | 4 – 0        | Austrália | Centro Olímpico de Hóquei, Rio de Janeiro Árbitros: GER Christian Blasch ESP Paco Vázquez |
| Bakker 1' De Voogd 28' Verga 33' Van der Weerden 30' | FIH Rio2016  |           | Centro Olímpico de Hóquei, Rio de Janeiro Árbitros: GER Christian Blasch ESP Paco Vázquez |
| Verga 18'                                            | ≪ Punições ≫ |           | Centro Olímpico de Hóquei, Rio de Janeiro Árbitros: GER Christian Blasch ESP Paco Vázquez |

| 14 de agosto 20:30        |              |                         |                                                                                           |
| Alemanha                  | 3 – 2        | Nova Zelândia           | Centro Olímpico de Hóquei, Rio de Janeiro Árbitros: ESP Marcelo Servetto AUS Murray Grime |
| Fürste 56', 60' Fuchs 60' | FIH Rio2016  | Inglis 18' McAleese 49' | Centro Olímpico de Hóquei, Rio de Janeiro Árbitros: ESP Marcelo Servetto AUS Murray Grime |
|                           | ≪ Punições ≫ | Child 48' Wilson 59'    | Centro Olímpico de Hóquei, Rio de Janeiro Árbitros: ESP Marcelo Servetto AUS Murray Grime |

### Semifinal
| 16 de agosto 12:00                       |              |                     |                                                                                        |
| Argentina                                | 5 – 2        | Alemanha            | Centro Olímpico de Hóquei, Rio de Janeiro Árbitros: POL Marcin Grochal RSA John Wright |
| Peillat 9', 12', 28' Menini 36' Vila 36' | FIH Rio2016  | Fürste 51' Rühr 58' | Centro Olímpico de Hóquei, Rio de Janeiro Árbitros: POL Marcin Grochal RSA John Wright |
|                                          | ≪ Punições ≫ | Zwicker 45'         | Centro Olímpico de Hóquei, Rio de Janeiro Árbitros: POL Marcin Grochal RSA John Wright |

| 16 de agosto 17:00                   |              |                     |                                                                                               |
| Bélgica                              | 3 – 1        | Países Baixos       | Centro Olímpico de Hóquei, Rio de Janeiro Árbitros: ARG Germán Montes de Oca AUS Murray Grime |
| Truyens 25' Dohmen 29' Van Aubel 46' | FIH Rio2016  | Van der Weerden 29' | Centro Olímpico de Hóquei, Rio de Janeiro Árbitros: ARG Germán Montes de Oca AUS Murray Grime |
| Boon 60'                             | ≪ Punições ≫ |                     | Centro Olímpico de Hóquei, Rio de Janeiro Árbitros: ARG Germán Montes de Oca AUS Murray Grime |

### Disputa pelo bronze
| 18 de agosto 12:00                                   |               |                                      |                                                                                            |
| Países Baixos                                        | 1 – 1         | Alemanha                             | Centro Olímpico de Hóquei, Rio de Janeiro Árbitros: ESP Marcelo Servetto GBR Martin Madden |
| Croon 35'                                            | FIH Rio2016   | Grambusch 42'                        | Centro Olímpico de Hóquei, Rio de Janeiro Árbitros: ESP Marcelo Servetto GBR Martin Madden |
| Bakker 18'                                           | ≪ Punições ≫  |                                      | Centro Olímpico de Hóquei, Rio de Janeiro Árbitros: ESP Marcelo Servetto GBR Martin Madden |
| Penalidades                                          |               |                                      | Centro Olímpico de Hóquei, Rio de Janeiro Árbitros: ESP Marcelo Servetto GBR Martin Madden |
| Bakker · Kemperman · Hertzberger · Van Ass · De Wijn | 3 – 4 Rio2016 | Hauke · Grambusch · Herzbruch · Butt | Centro Olímpico de Hóquei, Rio de Janeiro Árbitros: ESP Marcelo Servetto GBR Martin Madden |

### Final
| 18 de agosto 17:00    |              |                                                  |                                                                                          |
| Bélgica               | 2 – 4        | Argentina                                        | Centro Olímpico de Hóquei, Rio de Janeiro Árbitros: RSA John Wright GER Christian Blasch |
| Cosyns 3' Boccard 45' | FIH Rio2016  | P. Ibarra 12' Ortiz 15' Peillat 22' Mazzilli 60' | Centro Olímpico de Hóquei, Rio de Janeiro Árbitros: RSA John Wright GER Christian Blasch |
| Charlier 30'          | ≪ Punições ≫ | Mazzilli 43'                                     | Centro Olímpico de Hóquei, Rio de Janeiro Árbitros: RSA John Wright GER Christian Blasch |

## Classificação final
| Pos.              | Equipe            | Campanha (V–E–D) |
| ----------------- | ----------------- | ---------------- |
| Medalha de ouro   | ARG Argentina     | 5–2–1            |
| Medalha de prata  | BEL Bélgica       | 6–0–2            |
| Medalha de bronze | GER Alemanha      | 5–2–1            |
| 4                 | NED Países Baixos | 4–2–2            |
| 5                 | ESP Espanha       | 3–1–2            |
| 6                 | AUS Austrália     | 3–0–3            |
| 7                 | NZL Nova Zelândia | 2–1–3            |
| 8                 | IND Índia         | 2–1–3            |
| 9                 | GBR Grã-Bretanha  | 1–2–2            |
| 10                | IRL Irlanda       | 1–0–4            |
| 11                | CAN Canadá        | 0–1–4            |
| 12                | BRA Brasil        | 0–0–5            |